# Осипово (Конаковський район)
Осипово (рос. Осипово) — присілок в Конаковському районі Тверської області Російської Федерації. Населення становить 28 осіб. Входить до складу муніципального утворення Первомайське сільське поселення.

## Історія
Від 2005 року входить до складу муніципального утворення Первомайське сільське поселення.

## Населення
| 2010 |
| ---- |
| 28   |